# Convention de septembre

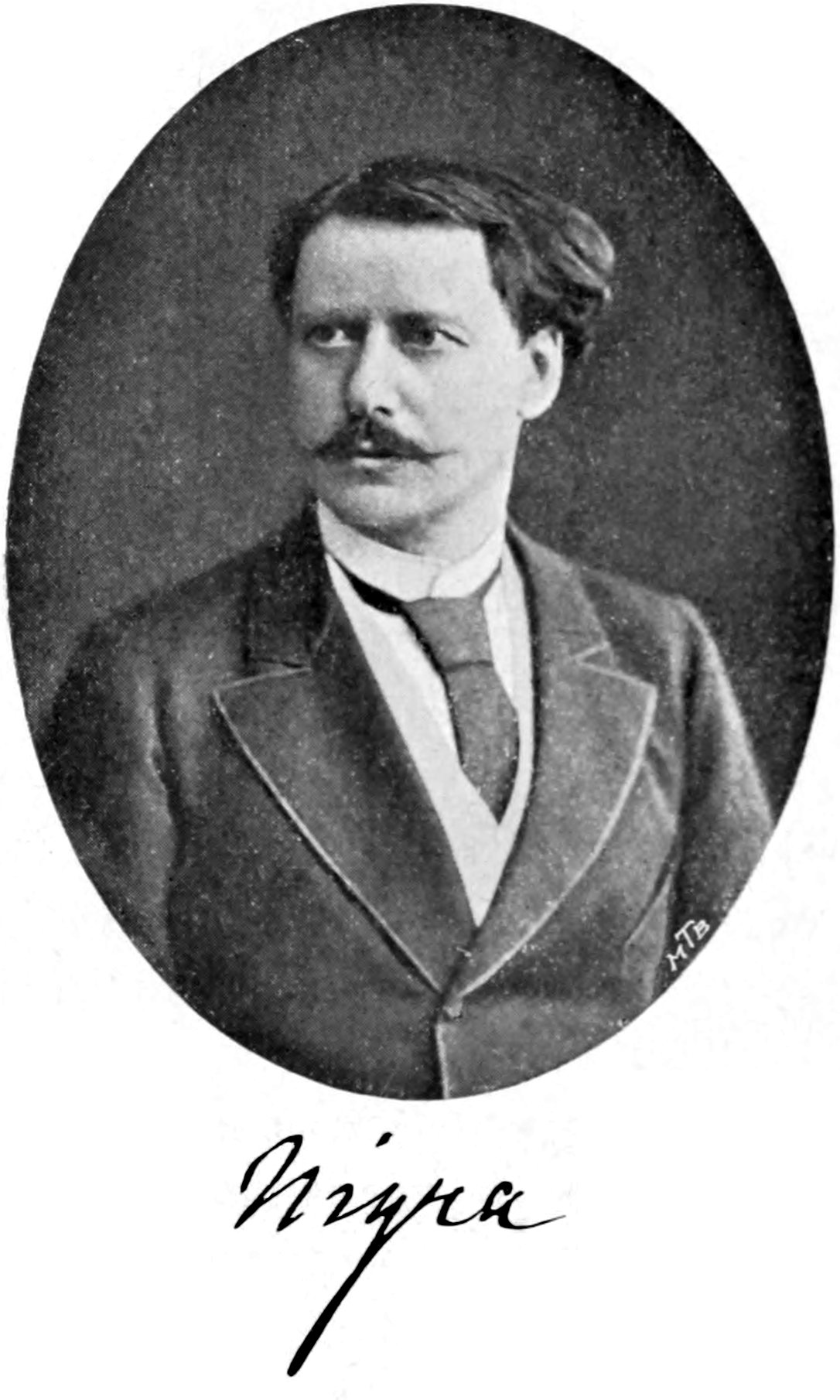
Costantino Nigra

La Convention de septembre est un important accord diplomatique signé à Fontainebleau le 15 septembre 1864 entre le royaume d'Italie et le Second Empire de Napoléon III en la personne de Costantino Nigra, ambassadeur d'Italie à Paris, Gioacchino Napoleone Pepoli, ambassadeur d'Italie à Saint-Pétersbourg et Édouard Drouyn de Lhuys, ministre français des Affaires étrangères.

## Description
Le traité, qui mettait fin à une série de négociations compliquées et controversées, remontant à Camillo Benso di Cavour, prévoyait le retrait, dans un délai de deux ans, des troupes françaises qui tenaient garnison à Rome pour protéger le pape, en échange de l'engagement de l'Italie à ne pas envahir les États pontificaux, à protéger ces derniers en cas d'attaque extérieure, à permettre la constitution d'un corps de volontaires catholiques pour défendre Rome et à prendre en charge une partie de la dette publique pontificale
Comme garantie de l'engagement italien, l'Empereur demanda, par le biais d'un protocole additionnel initialement tenu secret, le transfert, dans un délai de six mois, de la capitale de Turin vers une autre ville, qui sera plus tard Florence, après avoir envisagé la possibilité de Naples. Le transfert de la capitale aurait été une preuve irréfutable de la renonciation définitive de l'Italie à Rome comme capitale. Le traité a donné lieu à des interprétations différentes de la part des deux parties contractantes.
Le transfert de la capitale rencontre le mécontentement des hauts représentants de la cour de Savoie, parmi lesquels le roi Vittorio Emanuele II, initialement contraire, de la haute bourgeoisie qui avait investi dans le bâtiment et des ministres réticents au transfert. À Turin, il y a aussi quelques manifestations populaires, les 21 et 22 septembre 1864, réprimées dans le sang (massacre de Turin de 1864). Malgré l'enquête parlementaire qui s'ensuit, le 23 janvier 1865, la Chambre décide de n'attribuer à personne la responsabilité des journées tragiques de septembre.
En conséquence de l'article II de la Convention, qui prévoyait le rapatriement des troupes régulières françaises du Latium, le nouveau corps français des États pontificaux fut formé en 1866 sous le commandement du colonel D'Argy. Composée de volontaires de toute l'Europe, elle était appelée la "Légion d'Antibes". Le rapatriement des troupes régulières françaises s'est achevé en décembre de la même année.

## Source
- (it) Cet article est partiellement ou en totalité issu de l’article de Wikipédia en italien intitulé « Convenzione di settembre » (voir la liste des auteurs).